# Ernst Eduard Taubert

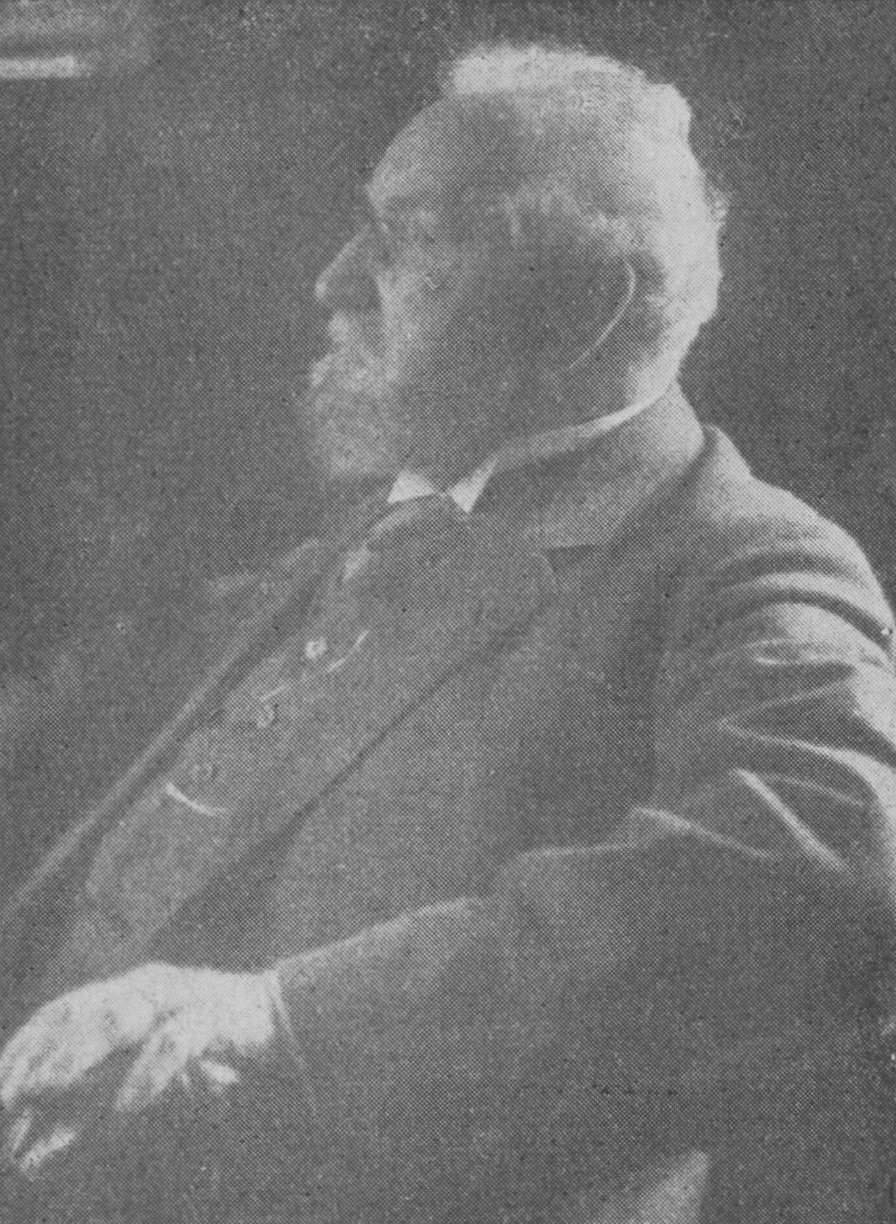
Ernst Eduard Taubert, 1928

Ernst Eduard Taubert (* 25. September 1838 in Regenwalde (Pommern); † 14. Juli 1934 in Berlin) war ein deutscher Komponist, Musikkritiker und Musikpädagoge.

## Leben und Werk
Ernst Eduard Taubert wurde als Sohn eines Superintendenten geboren. Er ging in Berlin und Greifenberg auf die Gymnasien und studierte dann ab dem Wintersemester 1858/59 Evangelische Theologie und Philologie, später auch Musik. Während seines Studiums war er von 1858 bis 1860 Mitglied der Bonner Burschenschaft Frankonia, deren Sprecher er im Wintersemester 1859/60 war. Taubert nahm als Theologiestudent in Bonn 1858 bis 1860 Privatunterricht in Musiktheorie bei Albert Dietrich. Seit dem 12. Juli 1860 war er als Hauslehrer auf Gut Plennin im Kreis Franzburg tätig. Er widmete sich dann ganz der Musik. Er wurde von 1863 bis 1871 Kontrapunktschüler von Friedrich Kiel in Berlin. Von 1870 bis 1871 war er am Konservatorium Leipzig, dann bei Franz Liszt in Weimar. In Berlin wirkte er viele Jahre als Lehrer für Musiktheorie, Komposition und Klavier am Stern’schen Konservatorium (ab 1898 hauptberuflich als Professor) und als Musikreferent und Musikkritiker der Tageszeitung Die Post. Zunehmend lebte er nur noch für die Komposition.
Ernst Eduard Taubert schrieb Orchesterwerke, Kammermusik wie die Streichquartette op. 56 und op. 63, Lieder und Klavierstücke sowie Chorwerke.
Ernst Eduard Taubert war von 1906 bis 1934 Mitglied der Preußischen Akademie der Künste in Berlin in der Sektion für Musik. 1912 war er Schiedsrichter beim Kaiserpreissingen der deutschen Gesangsvereine in Frankfurt am Main.

## Ehrungen
- 1918: Preußischer Roter Adlerorden IV. Klasse
- Kronenorden 4. Klasse
- 1926: Ehrenbürger von Regenwalde